# The Two Runaways
The Two Runaways è un cortometraggio muto del 1912 diretto da George Melford.

## Trama
Il piccolo Freddie ha come solo amico Bunkie, un vecchietto un po' stravagante e ritardato che vive lì vicino. Jackson, suo padre, ritornando dal lavoro, li vede insieme e intima al vecchio di andarsene, poi porta il ragazzino a casa. Quella notte, Freddie decide di scappare. Raggiunta la finestra dell'amico, lo convince a fuggire con lui. I due se ne vanno per il bosco mentre, nel frattempo, una banda di malviventi rapina la banca dove lavora Jackson. Temendo di essere seguiti, i ladri nascondono la refurtiva in una caverna. In seguito a una serie di circostanze fortuite, Jackson viene accusato di essere il ladro ed è arrestato. Intanto, Freddie e Bunkie hanno scoperto il denaro nascosto: quando arriva lo sceriffo, tutta la storia viene chiarita e Jackson viene rilasciato.

## Produzione
Il film, prodotto dalla Kalem Company, fu girato a Glendale, in California.

## Distribuzione
Distribuito dalla General Film Company, il film - un cortometraggio in una bobina - uscì nelle sale cinematografiche degli Stati Uniti il 23 dicembre 1912.